# Gazeta Brodzka
Gazeta Brodzka – dwutygodnik poświęcony sprawom społecznym, ekonomicznym i gospodarczym powiatów brodzkiego i złoczowskiego. Wydawcą czasopisma był Feliks West, a redaktorem Antoni Popiel. Pierwszy numer ukazał się 1 kwietnia 1895.